# Voz y éxitos
Voz y éxitos es el primer álbum recopilatorio de la cantante colombiana Fanny Lu lanzado el 10 de diciembre de 2012 el la tienda digital iTunes y en todas las discotiendas de Colombia. Este álbum recopila los más importantes éxitos de Fanny durante sus 6 años de carrera musical. Incluye famosos temas como "No te pido flores", Y si te digo, Celos y Tú no eres para mí", además de canciones de su último trabajo discográfico Felicidad y Perpetua como Fanfarrón, Ni loca, Don Juan y La mala.

## Promoción
Como medida promocional se espera que Fanny Lu grabe el video de su más reciente sencillo Don Juan (featuring Chino y Nacho)  e inicie su primera gira mundial "Voz y Éxitos World Tour" a mediados de 2013.

## Lista de canciones
| Voz y éxitos |                                                            |                                                 |          |  |
| N.º          | Título                                                     | Escritor(es)                                    | Duración |  |
| 1.           | «No te pido flores»                                        | José Gaviria                                    | 4:05     |  |
| 2.           | «Tú no eres para mí»                                       | Fanny Lu, Gaviria, Andrés Munera                | 3:29     |  |
| 3.           | «Fanfarrón»                                                | Fanny Lu, Gaviria, Munera                       | 3:31     |  |
| 4.           | «Y si te digo»                                             | Gaviria                                         | 4:33     |  |
| 5.           | «Celos»                                                    | José Luis Perales                               | 2:57     |  |
| 6.           | «Ni loca» (featuring Dálmata)                              | Wise Cruz, Fanny Lu, Munera                     | 3:30     |  |
| 7.           | «Te arrepentirás»                                          | Gaviria                                         | 3:12     |  |
| 8.           | «Corazón perdido»                                          | Fanny Lu, Gaviria, Munera                       | 3:13     |  |
| 9.           | «Don Juan» (featuring Chino & Nacho)                       | Fanny Lu, Miguel Mendoza, Jesús Miranda, Munera | 3:36     |  |
| 10.          | «Cariñito»                                                 | Gaviria                                         | 3:30     |  |
| 11.          | «Lágrimas cálidas»                                         | Gaviria                                         | 4:28     |  |
| 12.          | «Un minuto más» (featuring Noel Schajris)                  | Fanny Lu, Noel Schajris                         | 3:52     |  |
| 13.          | «La mala»                                                  | Wise Cruz, Fanny Lu,Munera                      | 3:39     |  |
| 14.          | «Y si te digo» (Merengue Version)(featuring Eddie Herrera) | Gaviria                                         | 4:06     |  |